# Sarbia (województwo lubuskie)
Sarbia (niem. Münchsdorf) – wieś w Polsce położona w województwie lubuskim, w powiecie krośnieńskim, w gminie Krosno Odrzańskie.
W latach 1975–1998 miejscowość położona była w województwie zielonogórskim.